# Військово-морські сили Польщі
Військово-морські сили Польщі (пол. Marynarka Wojenna Rzeczypospolitej Polskiej — MW RP, або неофіційно Polska Marynarka Wojenna — PMW) — один з видів збройних сил Польщі.

## Сучасний стан Військово морських сил Польщі

### Протимінні можливості ВМС Польщі
Для заміни протимінних кораблів проекту 206FM, що були побудовані у 60-х роках, ще 1999 року в Польщі стартував проєкт KORMORAN.
У 2002 року через фінансові проблеми програму створення нового корабля протимінної оборони згорнули.
2011 року проєктування відновилося під позначенням “KORMORAN II”.
У 2013 році Міноборони Польщі замовило у Remontowa Shipbuilding постачання головного тральщика з опціоном на ще два кораблі.
У Гданську на суднобудівній верфі Remontowa Shipbuilding в квітні 2014 року заклали головний корабель серії Kormoran(601).
До складу протимінного оснащення корабля входить гідроакустична система (ГАС) пошуку мін SHL-101/T та самохідна ГАС змінної глибини Orka, підводні дистанційно керовані апарати Double Eagle Mk III виробництва шведської компанії Saab, а також польські модульні підводні апарати Morswin і одноразові знищувачі мін Gluptak.
Спочатку планувалась передача його до складу ВМС Польщі 30 листопада 2016 року, але через виявлені проблеми при випробуваннях судна його передачу відтермінували на рік. Офіційна церемонія введення його до складу польських військово-морських сил відбулася 28 листопада 2017 року в день військового флоту Польщі.
Експлуатація першого зразка дозволила модернізувати конструкцію наступних серійних кораблів. 
Другий корабель Albatros (602) ввели до складу польського флоту в серпні 2022 року на урочистій церемонії у Ґданську.
У лютому 2023 року флот Польщі ввів у стрій третій мінний тральщик Mewa класу KORMORAN II.
Наступні два міношукачі матимуть назви Rybitwa та Czajka з бортовими номерами 605 та 606 відповідно.
В березні 2023 року на суднобудівній верфі Remontowa Shipbuilding у Гданську пройшла церемонія різання металу для четвертого мінного тральщика типу Kormoran II. Він матиме назву Jaskółka та бортовий номер 604.

### Оновлення розвідувальних можливостей ВМС Польщі
У листопаді 2022 року між польським Агентством озброєнь та концерном Saab було підписано контракт на проєктування, будівництво, постачання та логістичне забезпечення двох кораблів радіоелектронної розвідки, який будують у рамках програми «Дельфін». 
Вони будуть багато в чому схожі на новий корабель радіоелектронної розвідки ВМС Швеції HMS Artemis (A202).
Реалізує проєкт з польського боку Remontowa Shipbuilding, компанія виконує роль головного підрядника, проєктуючи та інтегруючи спеціальне обладнання.
Загальна вартість замовлення становить приблизно 620 мільйонів євро.
Поставка двох нових розвідувальних кораблів Військово-морським силам Польщі має бути завершена до 2027 року.
Перший корабель отримав назву «Jerzy Rozycki», церемонія закладки якого відбулася 27 липня 2023 року.
Через півроку на верфі суднобудівної компанії Remontowa Shipbuilding заклали другий корабель, що отримав назву «Henryk Zygalski». 

## Кораблі Військово морських сил Польщі
| Тип                                | Фото    | Виробництво/Країна | Бортовий № | Назва                                                          | Спущений на воду           | Введений до складу ВМС ЗС Польщі     | Призначення корабля  | Статус/примітки |
| Фрегати                            | Фрегати | Фрегати            | Фрегати    | Фрегати                                                        | Фрегати                    | Фрегати                              | Фрегати              | Фрегати         |
| ---------------------------------- | ------- | ------------------ | ---------- | -------------------------------------------------------------- | -------------------------- | ------------------------------------ | -------------------- | --------------- |
| Фрегати типу «Олівер Газард Перрі» |         | США                | 272        | ORP «Генерал Казимир Пуласький» Колишній USS «Clark» (FFG-11)  | 24 березня 1979 року       | Передано 15 березня 2000 році Польщі |                      |                 |
| Фрегати типу «Олівер Газард Перрі» |         | США                | 273        | ORP «Генерал Тадеуш Костюшко» Колишній USS «Wadsworth» (FFG-9) | 29 липня 1978 року         | Передано 28 червня 2002 році Польщі  |                      |                 |
| Корвет                             |         |                    |            |                                                                |                            |                                      |                      |                 |
| ORP Kaszub                         |         | Польща             | 241        | ORP Kaszub                                                     | з 15 березня 1987 року     |                                      | Протичовновий корвет |                 |
| ORP Ślązak (2015)                  |         | Польща             | 242        | ORP «Шльо́нзак»                                                 | від 28 листопада 2019 року |                                      | Патрульний корвет    |                 |
| Ракетні катери                     |         |                    |            |                                                                |                            |                                      |                      |                 |
|                                    |         | Польща             | 421        | ORP «Орка́н»                                                    | 18 вересня 1992 року       |                                      |                      |                 |
|                                    |         | Польща             | 422        | ORP «Пёру́н»                                                    | 11 березня 1994 року       |                                      |                      |                 |
|                                    |         | Польща             | 423        | ORP «Гро́м»                                                     | 28 квітня 1995 року        |                                      |                      |                 |
| Підводні човни                     |         |                    |            |                                                                |                            |                                      |                      |                 |
| Субмарина Проекту 877Э             |         | СРСР               | 291        | ORP «Ожел» «Орел»                                              |                            | 29 квітня 1986 року                  |                      |                 |

## Структура
Поточна структура:
Оперативне командування видів Збройних Сил — Варшава
- Центр морських операцій — Гдиня

Головне командування видів Збройних Сил — Варшава
- 3 Флотилія кораблів — Гдиня
  - Дивізіон ракетних кораблів — Гдиня
  - Дивізіон підводних човнів — Гдиня
  - Дивізіон кораблів забезпечення — Гдиня
  - Група розвідувальних кораблів — Гдиня
  - 9 Дивізіон ППО — Устка
  - Береговий ракетний дивізіон
  - 43 Саперний батальйон берегової оборони
  - Комендатура військового порту — Гдиня
    - Пункт базування — Гель

  - Дивізіон гідрографічного забезпечення ВМС — Гдиня
- 8 Флотилія берегової оборони — Свіноуйсьце
  - 2 Дивізіон транспортно-мінних кораблів — Свіноуйсьце
  - 12 Дивізіон тральщиків — Свіноуйсьце
  - 13 Дивізіон тральщиків — Гдиня
  - 8 Дивізіон ППО — Дзівнув
  - 8 Саперний батальйон ВМС — Дзівнув
  - Комендатура військового порту — Свіноуйсьце
    - Пункт базування
- Авіаційна бригада ВМС — Гдиня
  - 43 База морської авіації — Гдиня
  - 44 База морської авіації
- 6 Центр радіоелектронної розвідки — Гдиня
- Гідрографічне бюро ВМС — Гдиня
- Навчальний центр ВМС — Устка
- Академія ВМС — Гдиня

## Пункти базування
- ВМБ Гдиня
- ВМБ Свіноуйсьце